# Lappomviken
Lappomviken är en sjö i Lovisa stad i Finland.   Den ligger i landskapet Nyland, i den södra delen av landet, 80 km öster om huvudstaden Helsingfors. Lappomviken ligger 3 meter över havet. Arean är 16,2 hektar och strandlinjen är 2,15 kilometer lång. Sjön  ingår i Finska vikens kustområde. 